# ییدا
یِیدا یا لِریدا یا لارده (کاتالان: [ˈʎɛjðə]؛ اسپانیایی: ˈleɾiða‎) شهری در غرب کاتالونیا واقع در اسپانیا است. این شهر، پایتخت استان لریدا است.
لارده یکی از قدیمی‌ترین شهرهای کاتالونیا است که زمان مستقر شدن در آن به عصر برنز بر می‌گردد. تا زمان هیسپانیا، این منطقه اقامتگاهی برای ایبریایی‌ها بود. این شهر در زمان سلطنت آگوستوس تبدیل به شهرداری شد. در سال ۱۱۴۹ و پس از چندین سده، این شهر در جریان بازپس‌گیری اندلس از موروها، که آن را در قرن هشتم تصرف کرده بودند، پس گرفته شد. در سال ۱۲۹۷، دانشگاه لارده تأسیس شد که سومین دانشگاه قدیمی در اسپانیا است. در طول سده‌های بعد، این شهر در چندین جنگ مثل جنگ داخلی اسپانیا در قرن بیستم آسیب دید.

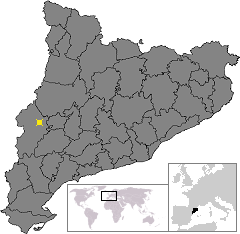
لریدا